# Vodní elektrárna ve Włocławku
Vodní elektrárna ve Włocławku je největší průtočná elektrárna v Polsku. V důsledku výstavby elektrárny vzniklo na Visle Włocławské jezero. Původně měla být součástí komplexu přehrad na Dolní Visle, ale další přehrady nebyly postaveny.

## Historie
První část byla postavena v letech 1962–1970. Elektrárnu Włocławek na začátku řídil komplex Severní elektrárny ve Straszyně. V roce 1973 byl vytvořen Vodní areál Elektrárny Włocławek, od roku 1976 byla elektrárna začleněna pod elektrárnu Toruň.
1. března 1998 vznikl podnik Elektrownia Wodna we Włocławku sp. z o.o., který oficiálně existoval až do 12. března 2013. Po letech a po několika transformacích společnosti skupiny Energa nyní za elektrárnu zodpovídá společnost Energa Wytwarzanie A.S.

## Technické specifikace
Řeka Visla
Umístění: 674,850 km
Rok výstavby: 1970
Nadmořská výška přehrady: 57,30 m as.s.l.
Jmenovitý sklon: 8,80 m
Počet hydrogenerátorů: 6
Typ turbíny: Kaplanova turbína
Instalovaný výkon: 160,2 MW
Instalovaný jícen: 2190 m³ / s
Průměrná produkce: 739 GWh / a

## Technické problémy
Původně měla elektrárna fungovat jen 10-15 let a mezitím měly být na dolním toku Visly vybudovány další přehrady a vodní elektrárny. Kvůli ekonomickým problémům nebylo dost financí na stavbu zbývajících elektráren. Přehrada i přes zhoršující se technický stav zůstala pouze jedna.  
Problém s přehradou se objevil až na začátku 90. let. Vznikly tehdy první zprávy, které uváděly, že se těleso hráze se může naklonit a způsobit velkou katastrofu. Aby se tomu zabránilo, vznikl plán na výstavbu další vodní elektrárny v městě Niszawa. Tento návrh také nebyl realizován a bylo rozhodnuto o vybudování vodního díla v městečku Siarzewo na 708. kilometru Visly.
V roce 2015, po 3 letech výstavby, byla náklady přes 115 milionů PLN dokončena rekonstrukce přehrady Włocławek. To však nevyřešilo problém eroze řeky - výstavba dalšího vodního díla v Siarzewu ještě nezačala, v současné době se předpokládá, že tam práce mohou začít v roce 2020 (ne všichni vědci podporují projekt na vybudování nového díla).

## Vliv výstavby elektrárny na přírodní prostředí
Přehrada byla postavena na místě bývalého přirozeného říčního systému, který se stále nachází na Visle mezi Wyszogródem a Płockem. Záplavy této části řeky způsobily ztrátu mnoha cenných stanovišť rostlin a zvířat. Jedním z mnoha účinků stavby bylo také téměř úplně zastavení migraci anadromních ryb směrem k horní častí řeky Visly.
Kromě negativních účinků je třeba zaznamenat také pozitivní změny prostředí v okolí přehrady. Akumulace vody zlepšila přívod vody do oblastí s nízkými srážkami. Je všeobecně přijímáno, že energie z přehrady je čistá, neboť nedochází k emisím jedovatých nebo skleníkových plynů.
Podle některých aktivistů bojujících za ochranu životního prostředí (včetně Adama Wajraka) to však ekologické vůbec není. Někteří také tvrdí, že z hlediska emisí skleníkových plynů má existence vodní elektrárny ve Włocławku velmi významný vliv na životní prostředí, protože díky značnému množství organické hmoty v nádrži emituje asi 400 mg / m² metanu denně.

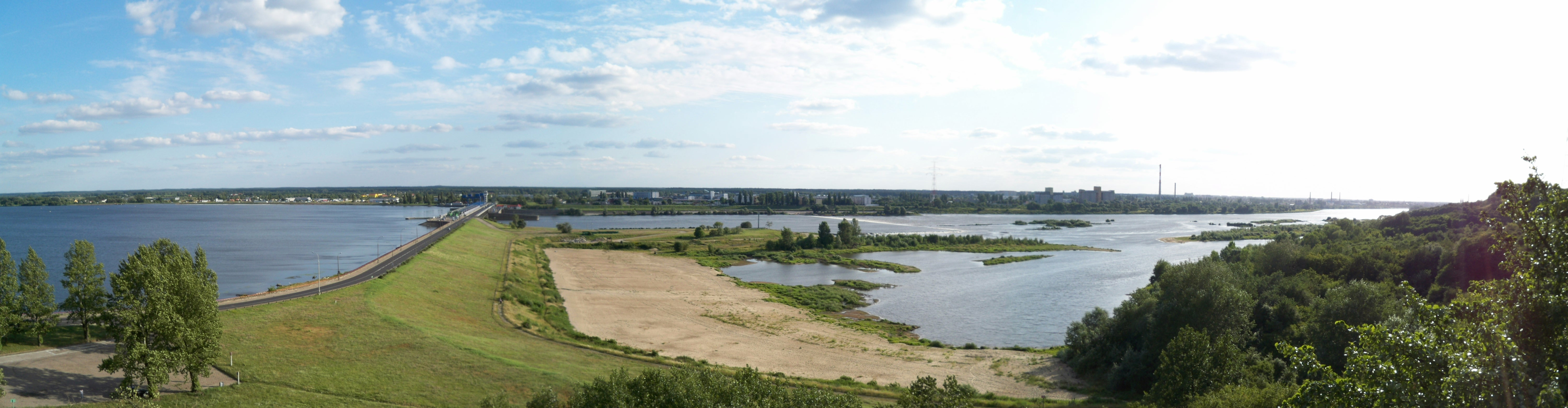
Přehrada

## Rekonstrukce rybího přechodu
V roce 1970, rok po dokončení stavby přehrady, byl dán do provozu rybí přechod tvořeným 33 komorami s průtokem 0,935 m³/s. Na základě výzkumu v letech 1971–1974 bylo zjištěno, že ryby mohou tímto přechodem stupeň překonat, ale počet mořských pstruhů využívajících rybí průchod je neúměrně malý ve vztahu k velikosti stáda. Stav ryb se postupem času zhoršoval. Během prvních dvou let od jejího spuštění způsobila hluboká eroze koryta pokles dna o 2,5 m.
Situace měla být zlepšena kamenným prahem, který byl postaven u vchodu do rybího přechodu, aby zastavil erozi. Na základě výzkumu provedeného v letech 1998–2004 toto řešení zhoršilo umístění vstupu do rybního přechodu. Výsledkem bylo, že pouze 3,5 % ryb vstupujících do rybího přechodu jej bylo schopno překonat.
V roce 2014 byl rybí přechod zase přestavěn a podle průzkumu Regionální rady pro vodní hospodářství ve Varšavě se migrace mořských pstruhů a  podoustev říčních zlepšila. Nový rybí průchod se skládá ze 60 komor, průtok 0,59 m³ / a sklon mezi komorami je rovný 0,22 m (pro srovnání sklon ve starém rybím průchodu byl 0,4 m).

### Monitorování ryb
Pro monitorování migrace ryb byla nainstalována speciální monitorovací zařízení. Jedním z nich je měřič ryb Riverwatcher instalovaný v 49. komoře, postavený ze dvou desek, které jsou vzájemně rovnoběžné. Vyzařují nebo přijímají paprsky infračerveného světla. Ryba, která plave mezi deskami, prochází světelnými paprsky. Měřič je také vybaven kamerou.
Pro správné fungování rybího přechodu je nutné:
- neustálá kontrola hladiny vody ve vodoměrech
- kontrola vstupních bodů vody do rybího přechodu
- kontrola vstupních bodů u pasti
- kontrola strukturálních prvků uvnitř přechodu